# Burgwall Malchin
Der Burgwall von Malchin, einer Kleinstadt im Landkreis Mecklenburgische Seenplatte, ist  ein slawischer Burgwall. Er liegt südöstlich des Ortes in Nähe der Ostpeene. 
Die einstige Wallburg hat einen Durchmesser von 120 Meter und ist dabei annähernd kreisförmig. Aufgrund der landwirtschaftlichen Nutzung sind die Wälle eingeebnet worden, sofern es überhaupt welche gab. Zu erkennen ist heute nur noch ein unscheinbares Plateau, welches am Rand mit Bäumen bestanden ist. Der Burgwall wurde vor der Stadtgründung Malchins von 1236 als Wendenburg Malekin erwähnt. Keramikfunde belegen den Höhepunkt der Burgsiedlung im 10. Jahrhundert. Südlich und westlich befand sich eine größere zeitgleiche Vorburgsiedlung. Durch die Größe des Siedlungsplatzes muss man hier einen der Hauptorte Zirzipaniens jener Zeit vermuten.